# 11365 NASA
11365 NASA este o planetă minoră (asteroid), cu un diametru de 3,844 km, din centura de asteroizi. A fost descoperită pe 23 martie 1998 la Observatorul Reedy Creek de John Broughton⁠(d) și a fost numită după NASA. 
Obiectul prezintă o orbită caracterizată de o semiaxă mare de 2,1838939 UAi, o excentricitate de 0,14, o înclinație de 2,8613 ° în raport cu ecliptica.